# Homme tout petit
Singles de France Gall
L'Orage
(1969) Les Gens bien élevés
(1969)
Homme tout petit est une chanson de France Gall. Elle est initialement parue en 1969 sur un EP. Quelques années plus tard, la chanson a été incluse dans l'album France Gall (1973),.

## Développement et composition
La chanson a été écrite par Jean-Pierre Bourtayre, Jean-Michel Rivat et Frank Thomas.

## Liste des pistes
EP 7" 45 tours  (1969, La Compagnie EP 102, France)
A1. Homme tout petit (2:38)
A2. L'Orage (La Pioggia) (2:45)
B1. Les Gens bien élevés (2:20)
B2. L'hiver est mort (3:00)
Single 7" 45 tours (1969, Jupiter JP 1177, Canada) et (1969, Vogue VB. 101, Belgique)
1. L'Orage (2:45)
2. Homme tout petit (2:38)

## Classements
| Classement (1969)                       | Meilleure position |
| --------------------------------------- | ------------------ |
| Belgique (Wallonie Ultratop 50 Singles) | 3                  |